# سمیرا کوچ
سمیرا کوچ (انگلیسی: Sümeyra Koç؛ زادهٔ ۲۷ فوریهٔ ۱۹۸۷) بازیگر اهل ترکیه است.